# Asena

Bandeira do Grão-Canato Túrquico representando a Loba asena em verde.

Brasão proposto da Turquia que demonstra a Asena.

Asena é uma loba associado com um Göktürk mitos étnicos "repleto de simbolismo xamânico". Em certas narrativas culturais e relatos mitológicos, a personagem de Asena, com sua associação simbólica a uma loba, é denotada pelo nome de "Bozkurt" (que significa Lobo Cinzento na língua turca), incorporando um arquétipo significativo com conotações multifacetadas.

## A Lenda do Lobo Cinza
A lenda fala de um menino que sobreviveu uma batalha; uma loba encontrou a criança ferida e o tratou até recuperar a saúde de volta. A loba, impregnada pelo menino, escapou de seus inimigos atravessando o Mar Ocidental para uma caverna perto das montanhas Qocho e uma cidade dos Tocharians, dando à luz dez meninos metade-lobo, metade humanos. Destes, Ashina se tornou seu líder e estabeleceu o clã Ashina, que governou sobre o Göktürk e outros impérios nômades turcomanos.
Estes primeiros turcos migraram para a região de Altai, onde eram conhecidos como ferreiros experientes, semelhante aos citas.